# Peter Habeler

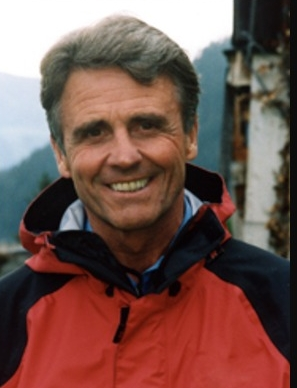
Peter Habeler

Peter Habeler (22 de julho de 1942 em Mayrhofen, Áustria) é um montanhista austríaco.

## Carreira
Entre suas realizações como montanhista estão suas primeiras subidas nas Montanhas Rochosas. Ele também foi o primeiro europeu a escalar as Grandes Muralhas do Parque Nacional de Yosemite.
Ele começou a escalar com Reinhold Messner em 1969. Várias realizações no montanhismo se seguiram. O evento mais notável foi a primeira ascensão sem oxigênio suplementar do Monte Everest em 8 de maio de 1978 junto com Messner, o que anteriormente se pensava ser impossível. Um ano após sua escalada no Everest, ele publicou Lonely Victory ("Der einsame Sieg". Autor: Eberhard Fuchs) em 1978. Habeler estabeleceu novos recordes ao descer do cume até o colo sul em apenas uma hora e escalando a Face Norte do Eiger em dez horas.
Outras oito mil (montanhas com mais de 8 000 metros) que Habeler escalou são Cho Oyu, Nanga Parbat, Kangchenjunga e Gasherbrum I. Ele também escalou Yerupaja Chico (6 089 m) na Cordilheira Huayhuash do Peru. A subida de Gasherbrum I foi feita com Messner em 1975, em estilo alpino em três dias, e é vista por alguns como o início de uma nova era de subidas em estilo alpino de oito mil, em contraste com as táticas de "cerco" que prevaleciam amplamente até então. Foi a primeira vez que um oito mil metros foi escalado em estilo alpino. Habeler tentou escalar o Everest novamente em 2000, mas não conseguiu devido ao líquido em seus pulmões.
Habeler tornou-se instrutor de esqui aos 21 anos e fundou a Escola de Esqui e Montanhismo Peter Habeler em sua cidade natal, Mayrhofen, Austria. A escola agora é administrada por seu filho, embora Habeler ainda dê aulas ocasionalmente.
Aos 74 anos, ele repetiu uma subida na face norte do Eiger com David Lama.